# Mörkatjärnet (Lerums socken, Västergötland)
Mörkatjärnet är en sjö i Lerums kommun i Västergötland och ingår i Göta älvs huvudavrinningsområde.